# Лунд (община)
Община Лунд (на шведски: Lunds kommun) е разположена в лен Сконе, югоизточна Швеция с обща площ 443 km2 и население 114 291 души (към 31 декември 2013). Административен център на община Лунд е едноименния град Лунд.